# Шалопут Олена Олександрівна
Олена Олександрівна Шалопут (н. 21 грудня 1972) — українська дипломатка. Радниця, тимчасова повірена у справах України в Ірландії. 

## Життєпис
Заступниця начальника Першого територіального департаменту МЗС України.
Заступниця директора Департаменту протидії загрозам з боку Російської Федерації Міністерства закордонних справ України
Радниця, тимчасова повірена у справах України в Ірландії.